# Cirsium taiwanense
Cirsium taiwanense (осот тайванський) — вид рослин із родини айстрових (Asteraceae), ендемік Тайваню.

## Опис
Цей вид схожий на C. hosokawae, бо має щільно павутинисту нижню поверхню листка, але відрізняється своїм жовтим (проти яскраво пурпурувато-червоного) віночком і тим що кут між середньою жилкою та бічними жилками листа гострий (проти майже прямого у C. hosokawae). Cirsium taiwanense має 2n = 32, що відрізняється від інших видів із тайванської підсекції sect. Onotrophe, subsect. Australicirsium.

## Поширення
Новий вид росте на відкритих територіях між дубовим і ялицевим лісами на висотах 1400–3400 метрів над рівнем моря в центрально-північній частині Тайваню. Зазвичай росте на сонячних місцях.